# الخربة (البيضاء)

تعديل مصدري - تعديل

الخربة هي إحدى قرى عزلة الهجرة بمديرية البيضاء التابعة لمحافظة البيضاء، بلغ تعداد سكانها 48 نسمة حسب تعداد اليمن لعام 2004.